# Kingdom Come (Lars Muhl-album)
 For alternative betydninger, se Kingdom Come. (Se også artikler, som begynder med Kingdom Come)
Kingdom Come er et studiealbum af den danske musiker Lars Muhl indspillet i samarbejde med den danske popgruppe Moonjam, der blev udgivet i 1994 på Replay. Albummet er Muhls fjerde soloalbum.

## Spor
Alle sange skrevet og komponeret af Lars Muhl, undtagen hvor noteret. 
| #   | Titel                                   | Tekst           | Musik        | Længde |
| --- | --------------------------------------- | --------------- | ------------ | ------ |
| 1.  | "Little Lonely"                         |                 |              | 4:44   |
| 2.  | "It's Gonna Rain Today"                 |                 |              | 4:10   |
| 3.  | "Fools Like Us"                         |                 |              | 4:21   |
| 4.  | "Kingdom Come"                          |                 |              | 4:27   |
| 5.  | "Jerusalem"                             | Brian Patterson |              | 3:47   |
| 6.  | "I Am the Way"                          | Patterson       |              | 4:11   |
| 7.  | "Beyond the Seasons"                    | Patterson       |              | 3:42   |
| 8.  | "Sometimes"                             | Patterson       |              | 4:17   |
| 9.  | "We Are Forever" (Live i Pakhus 11)     |                 |              | 4:37   |
| 10. | "From Misery to Mercy"                  | Patterson       |              | 4:14   |
| 11. | "Hey Hey Hey"                           |                 |              | 3:38   |
| 12. | "Calling from the Bottom of the Garden" | Hanne Ejsing    | Morten Kærså | 4:30   |

## Medvirkende

### Musikere
- Lars Muhl – vokal, keyboards, arrangement
- Morten Kærså  – alle instrumenter, arrangement
- Jais Kringelbach – trommer, percussion
- Jens Haack – saxofon, trompet
- Jens Runge – guitar
- Rasmus Kærså – bas
- Klaus Nordsø – congatrommer
- Mads Kærså – "tapes and patterns"
- Christina Groth – kor på "Beyond the Seasons", "From Misery to Mercy"
- Brian Patterson – monolog på "From Misery to Mercy"
- Anne-Kristina Blond – kor
- Pernille Rosendahl – kor
- Emil A. Kærså – "rain"

### Produktion
- Morten Kærså – producer, mix
- Lars Muhl – producer, mix, coverkoncept
- Jais Kringelbach – co-producer, teknik, mix
- Henrik Nilsson – mix
- Mads Nilsson – mastering
- Anne Maria Galmez – cover (maske)
- Jan Jul – foto
- Valle V. Petersen – cover layout, coverkoncept